# Lastomír
Lastomír (in ungherese Lasztomér) è un comune della Slovacchia facente parte del distretto di Michalovce, nella regione di Košice.